# Les Matelots de la Dendre
La société royale les Matelots de la Dendre est une des plus anciennes de Belgique. Elle est aussi une des seules à se consacrer en Région wallonne encore exclusivement au répertoire de l'opéra-comique et de l'opérette. Le siège est à Ath, dans la province de Hainaut. Son grand gala annuel a lieu dans le cadre des festivités de la ducasse d'Ath. 

## Historique

### Origines
Les origines de la société sont peu connues. Son apparition se situe le 10 avril 1853, dans le cadre des cérémonies en l'honneur du 18e anniversaire du Duc de Brabant, futur Léopold II. (Celui-ci fut d'ailleurs plus tard le premier « parrain » de la société.) Les Matelots de la Dendre sortent costumés dans un cortège où figurent également les géants.
Le président fondateur est Charles Wynant et le directeur musical Alphonse Delcourt.
La même année, les Matelots de la Dendre participent au cortège de Ducasse. Vingt jeunes gens, montés sur une barque, chantent des chœurs pendant tout le trajet. Ce char fut pris en charge, en 1865, par la société des Pêcheurs napolitains puis par les « Braves de la Dendre ».
Le lundi de la Ducasse (29 août 1853), la société donne, à la Salle du Spectacle, leur premier concert, suivi d’un bal.

### De 1853 à 1927
Durant ces années, les Matelots de la Dendre brillent dans différents concours, connaissent des hauts et des bas, mais survivent à tous les éléments, y compris à la Première Guerre mondiale. Leurs activités consistent en des concerts, généralement à buts philanthropiques, par exemple, lors de la catastrophe minière de l'Agrappe, à Frameries, en 1879, qui fera plus de cent victimes. En 1914, l'intégralité de l'encaisse est versé à la Croix-Rouge. 
Il faut attendre 1920 pour que les Matelots de la Dendre renouent avec leurs manifestations traditionnelles : le gala du mardi de la ducasse (24 août) et le bal de fin d’année

### De 1927 à 1967
1927 : l’approche du 75e anniversaire dope littéralement les Matelots de la Dendre. Le 30 août, mardi de la ducasse, avant le bal traditionnel, ils donnent intégralement pour la première fois les Mousquetaires au couvent, de Louis Varney. Le succès est tel qu’on fait la queue devant le Palace dès 3 heures du matin pour avoir des places numérotées ! De plus, une seconde représentation est programmée le mardi 6 septembre pour satisfaire tout le monde. Le coup d’essai se révèle un coup de maître. Les Mousquetaires sera l’opérette la plus jouée par les Matelots de la Dendre.
De 1928 à 1939 (guerre oblige) puis de 1946 à 1963, ce sont les membres de la société qui tiennent tous les rôles des opérettes représentées, avec un grand succès d'audience. Le gala annuel a lieu le samedi qui suit la Ducasse d'Ath
En 1963, on fait appel à un metteur en scène professionnel, Freddy Colard. Un nouveau comité, très dynamique se crée.

### De 1968 à nos jours
C'est la période nouvelle pour les Matelots de la Dendre. Pour ses galas d'opérette, si un certain nombre de rôles sont toujours assurés par les membres de la société, il est fait appel à des artistes professionnels de renommée internationale.
On verra sur la scène des Matelots de la Dendre : Rudy Hirigoyen et Mady Mesplé, ses parrain et marraine durant de longues années mais aussi, et non des moindres : Henri Genès, Pierjac, Michel Ferrer, Jacques Taylès, Jean Lafont, Jean-Marie Joye, Marc Grimonprez, Carlo di Angelo, José Todaro, Michel Vaissières, Laurence Janot, Frédérique Varda... et de jeunes chanteurs belges au talent prometteur comme Fabrice Pillet et Lionel Lhote (lauréat du Concours Reine Élisabeth en 2004), etc.
Le répertoire actuel est centré sur l'opérette classique française (Les Mousquetaires au Couvent, La Mascotte, la Fille du tambour-major,...), l'opérette viennoise (L'Auberge du Cheval-Blanc, Rêves de Valse, La Veuve joyeuse, ... et les compositions de Francis Lopez (Le Chanteur de Mexico, Andalousie, Quatre jours à Paris, ...).

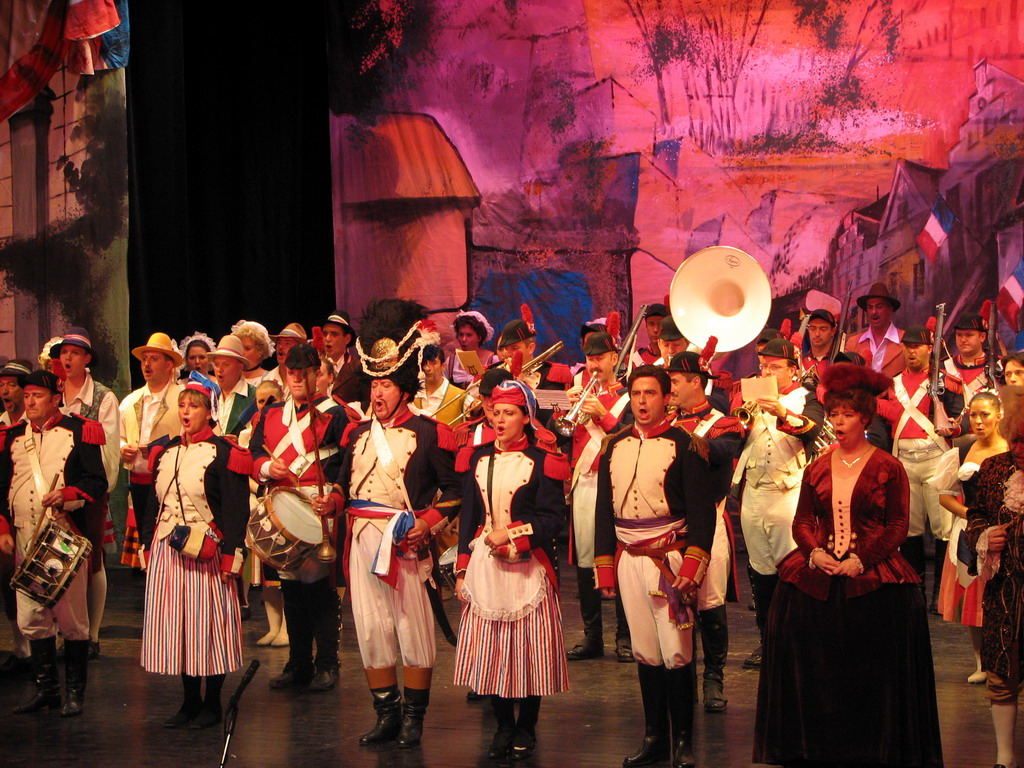
Final de la Fille du tambour-major, 3 septembre 2006
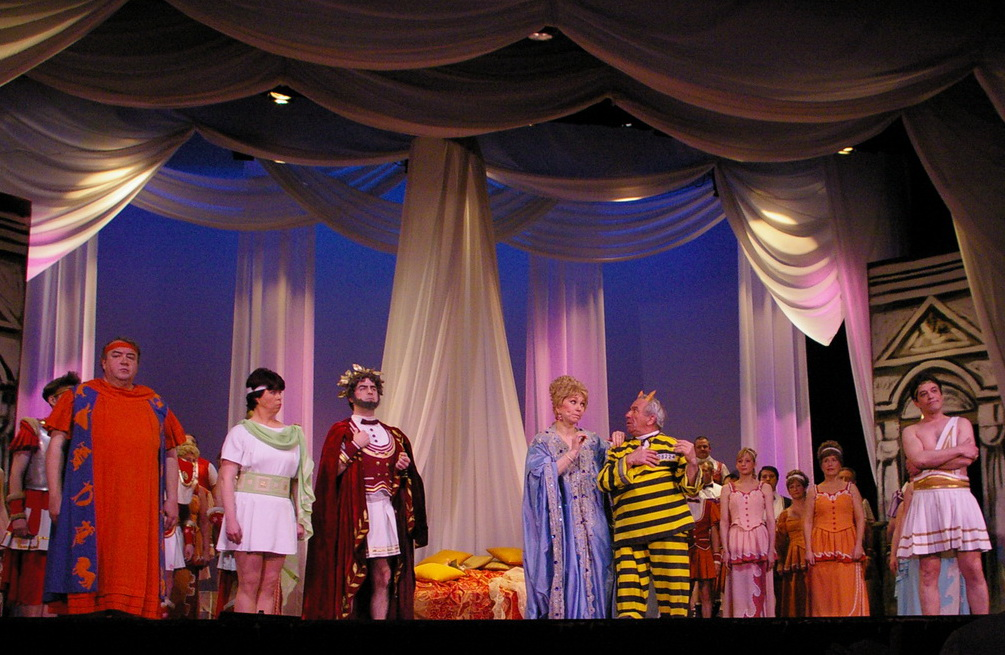
Final du 2 de la Belle Hélène, Matelots de la Dendre, Ath, 8 avril 2008
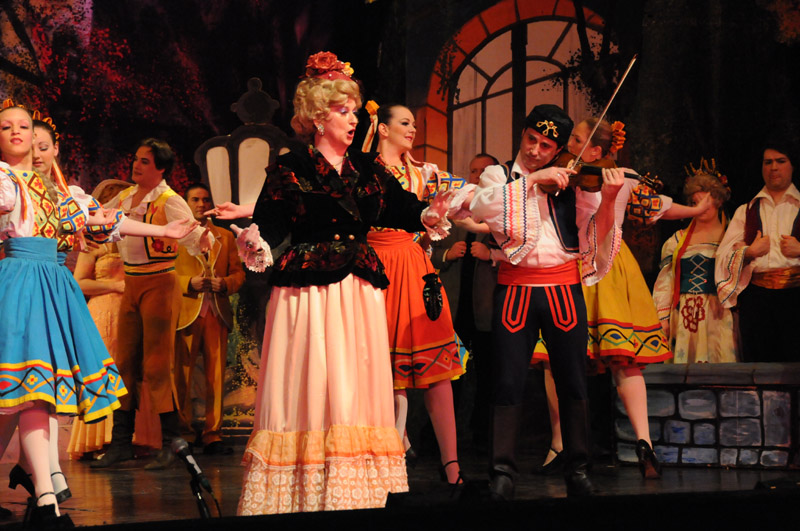
Scène du 1er acte de Comtesse Maritza, le 13 mars 2010

## Répertoire
- 1927 : Les Mousquetaires au couvent(Louis Varney)
- 1928 : Les Cloches de Corneville (Robert Planquette)
- 1929 : Les Dragons de Villars
- 1930 : Mignon (chœurs)
- 1931 : La Fille du tambour-major (Jacques Offenbach)
- 1932 : Miss Helyett
- 1933 : Gilette de Narbonne
- 1934 : Le Cœur et la Main
- 1935 : Princesses des Canaries
- 1936 : La Veuve joyeuse (Franz Lehar)
- 1937 : Le Comte de Luxembourg
- 1938 : La Fille de madame Angot (Charles Lecocq)
- 1939 : Le Grand Mogol (Edmond Audran) - annulé
- 1946 : Rêve de valse
- 1947 : Les Mousquetaires au couvent (Louis Varney)
- 1948 : La Poupée
- 1949 : La Chaste Suzanne
- 1950 : Le Grand Mogol
- 1951 : La Veuve joyeuse
- 1952 : Le Comte de Luxembourg
- 1953 : Le Grand Mogol
- 1954 : Les Mousquetaires au couvent
- 1955 : Rêve de valse
- 1956 : Le Comte de Luxembourg
- 1957 : Les Saltimbanques
- 1958 : Les Mousquetaires au couvent
- 1958 : Mam'zelle Nitouche
- 1959 : La Mascotte (Edmond Audran)
- 1960 : Le Pays du sourire (Franz Lehar)
- 1961 : La Veuve joyeuse
- 1962 : La Chaste Suzanne
- 1963 : Victoria et son Hussard
- 1964 : La Cocarde de Mimi-Pinson
- 1965 : Mam'zelle Nitouche
- 1966 : La Mascotte
- 1967 : Le Pays du sourire
- 1968 : La Belle de Cadix (Francis Lopez)
- 1969 : Victoria et son Hussard
- 1970 : La Route fleurie (Francis Lopez)
- 1971 : Les Cloches de Corneville
- 1972 : Le Chant du désert
- 1973 : Rose-Marie
- 1974 : Les Mousquetaires au couvent
- 1975 : Le Pays du sourire
- 1976 : Le Comte de Luxembourg
- 1977 : La Cocarde de Mimi-Pinson
- 1977 : Princesse Czardas (Emmerich Kálmán)
- 1978 : Les Saltimbanques
- 1978 : Valses de Vienne
- 1979 : La Belle de Cadix (Francis Lopez)
- 1980 : La Fille du tambour-major
- 1981 : L'Arlésienne
- 1981 : Les Cloches de Corneville
- 1981 :Rêve de valse
- 1982 : L'Auberge du Cheval-Blanc
- 1983 : Chanson gitane
- 1984 :Les Mousquetaires au couvent
- 1984 : La Route fleurie (Francis Lopez)
- 1985 : Rose-Marie
- 1986 : Andalousie (Francis Lopez)
- 1987 : Valses de Vienne
- 1988 : Quatre jours à Paris (Francis Lopez)
- 1988 : La Fille du tambour-major
- 1989 : Violettes impériales
- 1990 : Gipsy (Francis Lopez)
- 1991 : Mireille
- 1991 : La Veuve joyeuse
- 1992 : L'Auberge du Cheval-Blanc
- 1993 : Le Chanteur de Mexico (Francis Lopez)
- 1994 : Andalousie (Francis Lopez)
- 1995 : Phi-Phi
- 1995 : Les Mousquetaires au couvent
- 1996 : Le Pays du sourire
- 1996 : Viva Napoli (Francis Lopez)
- 1997 : Les Cloches de Corneville
- 1997 : La Belle de Cadix
- 1998 : Princesse Czardas - annulé
- 1998 : La Route fleurie
- 1999 : Princesse Czardas
- 1999 : Valses de Vienne
- 2000 : La Cocarde de Mimi-Pinson
- 2000 : Méditerranée (Francis Lopez)
- 2001 : Rêve de valse
- 2001 : Violettes impériales (Vincent Scotto)
- 2002 : Les Saltimbanques
- 2002 : Gipsy
- 2003 : La Veuve joyeuse
- 2003 : L'Auberge du Cheval-Blanc
- 2003 : Quatre jours à Paris
- 2004 : Victoria et son Hussard
- 2004 : Le Chanteur de Mexico
- 2005 : La Mascotte
- 2005 : Le Prince de Madrid (Francis Lopez)
- 2006 : Le Comte de Luxembourg
- 2006 : La Fille du tambour-major
- 2007 : Les Cloches de Corneville
- 2007 : Andalousie
- 2008 : La Belle Hélène
- 2008 : Chanson gitane
- 2009 : Un de la Canebière (Vincent Scotto)
- 2009 : La Belle de Cadix
- 2010 : Comtesse Maritza (Emmerich Kálmán)
- 2010 : Viva Napoli
- 2011 : Les Mousquetaires au couvent
- 2011 : Vienne chante et danse
- 2012 : Le Pays du sourire
- 2012 : Méditerranée
- 2013 : La Périchole
- 2013 : Valses de Vienne
- 2014 : La Route fleurie
- 2014 : L'Auberge du Cheval-Blanc
- 2015 : Princesse Czardas
- 2015 : Violettes impériales
- 2016 : Gipsy
- 2016 : Le Chanteur de Mexico
- 2017 : Quatre jours à Paris
- 2017 : Le Baron Tzigane
- 2018 : Le Comte de Luxembourg
- 2018 : Les Mousquetaires au couvent